# Puchar UEFA (1998/1999)
Puchar UEFA 1998/1999 (ang. 1998–1999 UEFA Cup) – 28. edycja międzynarodowego klubowego turnieju piłki nożnej Puchar UEFA, zorganizowana przez Unię Europejskich Związków Piłkarskich w terminie 21 lipca 1998 – 12 maja 1999. W rozgrywkach zwyciężyła drużyna Parma.

## I runda kwalifikacyjna
| Argeș Pitești – Dinamo Baku 5:1 i 2:0 1 22.07 1998 1:0 Emirbakan 3s, 2:0 Barbu 5, 3:0 Bardes 26, 3:1 Alijew 37k, 4:1 Barbu 82, 5:1 Jelaveanu 89 2 29.07 1998 1:0 Mutu 51, 2:0 Jelaveanu 90 |
| Biełszyna Bobrujsk – CSKA Sofia 0:0 i 1:3 1 22.07 1998 2 29.07 1998 0:1 M. Petrow 7, 0:2 Najdenow 37, 1:2 Balaszow 50, 1:3 Stanczew 90 |
| Omonia Nikozja – Linfield F.C. 5:1 i 3:5 1 22.07 1998 1:0 Kitanow 40, 2:0 Rauffmann 42k, 3:0 Kitanow 60, 4:0 P. Panayiotou 65, 4:1 G. Ferguson 79, 5:1 Kontolefteros 88 2 29.07 1998 1:0 Marantos 2, 2:0 Kitanow 14, 2:1 Feeney 19, 3:1 loaldou 22, 3:2 A. Gorman 34, 3:3 A. Gorman 48, 3:4 McDonald 44, 3:5 G. Ferguson 72 według losowania pierwszy mecz miał się odbyć na stadionie klubu Linfield                                                                                                  |
| Szachtar Donieck – Birkirkara FC 2:1 i 4:0 1 22.07 1998 1:0 Selezniew 62, 2:0 Kriwencow 69k, 2:1 Zammit 76 2 29.07 1998 1:0 Selezniew 39, 2:0 Kriwencow 48, 3:0 Kowaliew 81k, 4:0 Kowaliew 90 według losowania pierwszy mecz miał się odbyć na stadionie klubu Birkirkara |
| Kolcheti-1913 Poti – FK Crvena zvezda 0:4 i 0:7 1 22.07 1998 0:1 Ognjenović 20, 0:2 M. Aćimović 55, 0:3 M. Pantelić 63, 0:4 M. Aćimović 75 2 29.07 1998 0:1 M. Pantelić 28, 0:2 Ognjenović 45k, 0:3 Ognjenović 47, 0:4 Gojković 54, 0:5 Mićić 57, 0:6 Mićić 69, 0:7 Mićić 90 |
| Inter Slovnaft Bratysława – SK Tirana 2:0 i 2:0 1 22.07 1998 1:0 Suchančok 14, 2:0 Mikloś 58 2 29.07 1998 1:0 Balonie 55, 2:0 Mikloś 82 |
| Jalgpalliklubi Tallinna Sadam – Polonia Warszawa 0:2 i 1:3 1 22.07 1998 0:1 Olisadebe 34, 0:2 A. Bąk 80 2 29.07 1998 0:1 Moskal 8, 1:1 Krolov 8, 1:2 Wędzyński 16, 1:3 A. Bąk 21 |
| HB Tórshavn – Vaasan Palloseura 2:0 i 0:4 1 22.07 1998 1:0 N. Johannesen 28, 2:0 N. Johannesen 71 2 29.07 1998 0:1 Souste 3, 0:2 Souste 17, 0:3 Tarkkio 72, 0:4 Nygaard 90 według losowania pierwszy mecz miał się odbyć na stadionie klubu VPS |
| FK Željezničar – Kilmarnock F.C. 1:1 i 0:1 1 22.07 1998 0:1 McGolume 55, 1:1 Vazda 66 2 29.07 1998 0:1 Mahood 31 |
| NK Mura – Daugava Ryga 6:1 i 2:1 1 22.07 1998 1:0 Citer 6, 2:0 Lukić 17, 3:0 Cipot 30, 4:0 Citer 32, 5:0 Galie 39, 5:1 Ridnyj 75, 6:1 Lukić 88 2 29.07 1998 1:0 Vugrincic 59, 2:0 Ristić 66, 2:1 Szarando 69 według losowania pierwszy mecz miał się odbyć na stadionie klubu Daugava |
| Íþróttabandalag Akraness – Žalgiris Wilno 3:2 i 0:1 1 22.07 1998 0:1 Skinderis 11, 1:1 S. Adolfsson 42, 2:1 Eyjolfsson 61, 2:2 Vasiliauskas 72, 3:2 Ivsic 86 2 29.07 1998 0:1 A. Stesko 11 |
| Hapoel Tel Awiw – Finnairin Palloilijat 3:1 i 3:1 1 22.07 1998 1:0 Simerotić 30k, 1:1 Hautala 45, 2:1 Tubi 53, 3:1 Tikva 64 2 29.07 1998 1:0 Tikva 5, 2:0 Tikva 18, 3:0 Tubi 74, 3:1 Geagea 88 |
| Szirak Giumri – Malmö FF 0:2 i 0:5 1 22.07 1998 0:1 Pavlovic 55, 0:2 J. Olsson 68 2 29.07 1998 0:1 Thylander 19, 0:2 N. Kindvall 33, 0:3 N. Kindvall 45, 0:4 N. Kindvall 77, 0:5 N. Gudmundsson 68 |
| Germinal Ekeren – FK Sarajewo 4:1 i 0:0 1 21.07 1998 1:0 van Ankeren 26, 2:0 Morhaye 29, 3:0 E. Kovacs 41, 3:1 Feratovic 59, 4:1 Morhaye 90 2 28.07 1998 według losowania pierwszy mecz miał się odbyć na stadionie klubu FK Sarajewo |
| Shelbourne FC – Rangers 3:5 i 0:2 1 22.07 1998 1:0 Pomni 7s, 2:0 Rutherford 41, 3:0 Morley 58, 3:1 Albertz 59k, 3:2 Amato 74, 3:3 van Bronckhorst 75, 3:4 Amato 82, 3:5 Albertz 85k 2 29.07 1998 0:1 J. Johansson 4, 0:2 J. Johansson 89 według losowania pierwszy mecz miał się odbyć na stadionie klubu Rangers – po zmianie z powodu niepokojów społecznych w sąsiedniej Irlandii Północnej pierwszy mecz rozegrano w Birkenhead na stadionie Prenton Park, należącym do klubu Tranmere Rovers F.C. |
| Oțelul Gałacz – Słoga Jugomagnat Skopje 3:0 i 1:1 1 22.07 1998 1:0 Stefan 30, 2:0 Mihalache 41, 3:0 Males 88k 2 29.07 1998 0:1 Stankovski 41, 1:1 Mihalache 58 według losowania pierwszy mecz miał się odbyć na stadionie klubu Sloga |
| Union Luxembourg – IFK Göteborg 0:3 i 0:4 1 22.07 1998 0:1 Ekström 58, 0:2 M. Nüsson 63l, 0:3 Hermansson 86 2 28.07 1998 0:1 Ekström 17, 0:2 Ekström 50, 0:3 Ekström 79, 0:4 Henriksson 79 według losowania pierwszy mecz miał się odbyć na stadionie klubu IFK Göteborg |
| Ferencvárosi TC – CE Principat 6:0 i 8:1 1 22.07 1998 1:0 Fülöp 25, 2:0 Selimi 42, 3:0 Schultz 48, 4:0 Vamosi 63, 5:0 Schultz 75, 6:0 Matyus 90 2 29.07 1998 1:0 Selimi 18, 2:0 B. Kovacs 23, 2:1 Pasqui 24, 3:1 Kriston 51, 4:1 N. Nagy 52, 5:1 Selimi 74, 6:1 B. Kovacs 83, 7:1 Schultz 84, 8:1 Jagodies 88 |
| Tiligul Tyraspol – RSC Anderlecht 0:1 i 0:5 1 22.07 1998 0:1 Staelens 51 2 29.07 1998 0:1 Stoica 31, 0:2 de Boeck 42, 0:3 Dheedene 55, 0:4 Taument 59, 0:5 Aarst 77 |
| Newtown – Wisła Kraków 0:0 i 0:7 1 22.07 1998 2 29.07 1998 0:1 Kulawik 28, 0:2 Sunday 35, 0:3 Kulawik 47, 0:4 Kaliciak 51, 0:5 Dubicki 54, 0:6 Pater 61, 0:7 Pater 66 |
| SC Bastia – FK Vojvodina 2:0 i 0:4 półfinał pucharu Intertoto |
| Bologna FC – UC Sampdoria 3:1 i 0:1 półfinał pucharu Intertoto |
| Fortuna Sittard – Austria Salzburg 2:1 i 1:3 półfinał pucharu Intertoto |
| Ruch Chorzów – Debreceni VSC 1:0 i 3:0 półfinał pucharu Intertoto |
| Werder Brema – Samsunspor 3:0 i 3:0 półfinał pucharu Intertoto pierwszy mecz w Oldenburgu na stadionie MarschwegStadion, należącym do klubu VfB Oldenburg |
| RCD Espanyol – Valencia CF 0:1 i 0:2 półfinał pucharu Intertoto |
| Wolny los: AEK Ateny, PAOK FC, Slavia Praga, Sigma Ołomuniec, SK Brann, Strømsgodset IF, Molde FK, Rapid Wiedeń, Grazer AK, Rotor Wołgograd, Dinamo Moskwa, Hajduk Split, NK Osijek, Fenerbahçe SK, Trabzonspor, İstanbulspor A.Ş., Silkeborg IF, Vejle BK, Servette FC, FC Zürich |

## II runda kwalifikacyjna
| FK Crvena zvezda – Rotor Wołgograd 2:1 i 2:1 1 11.08 1998 1:0 Škorić 60k, 1:1 Abramow 66, 2:1 Ognjenović 90k 2 25.08 1998 0:1 Zemov 59, 1:1 Ognjenović 70, 2:1 Dudić 80 |
| Ferencvárosi TC – AEK Ateny 4:2 i 0:4 1 11.08 1998 1:0 Selinü 10, 2:0 Lendvai 29, 3:0 Nyilas 55, 4:0 Vincze 83, 4:1 Nikolaidis 89, 4:2 Sebwe 90 2 25.08 1998 0:1 Nikolaidis 8, 0:2 Nikolaidis 13k, 0:3 Nikolaidis 26k, 0:4 Donis 63 |
| Germinal Ekeren – Servette FC 1:4 i 2:1 1 11.08 1998 0:1 Rey 21k, 0:2 Wolf 36, 0:3 Rey 51, 0:4 Durix 79, 1:4 Morhaye 85 2 25.08 1998 1:0 Karlen 6s, 2:0 Karagiannis 43, 2:1 Rey 83k |
| Argeș Pitești – İstanbulspor A.Ş. 2:0 i 2:4 1 11.08 1998 1:0 Mutu 33, 2:0 Barbu 45 2 27.08 1998 0:1 Akyuz 14, 0:2 Yalcin 20, 1:2 Mutu 53, 2:2 Barbu 73, 2:3 Yozgatli 78, 2:4 Kocaman 86 |
| Molde FK – CSKA Sofia 0:0 i 0:2 1 11.08 1998 2 25.08 1998 0:1 M. Petkow 39, 0:2 Stanczew 60 |
| IFK Göteborg – Fenerbahçe SK 2:1 i 0:1 1 11.08 1998 1:0 Hermansson 37, 1:1 Kamalettin 49, 2:1 J. Persson 74 2 25.08 1998 0:1 Balic 64 |
| NK Mura – Silkeborg IF 0:0 i 0:2 1 11.08 1998 2 25.08 1998 0:1 P. Sörensen 63, 0:2 R. Larsen 64 |
| Rangers – PAOK FC 2:0 i 0:0 1 11.08 1998 1:0 Kanchelskis 55, 2:0 Wallace 68 2 25.08 1998 |
| Slavia Praga – Inter Slovnaft Bratysława 4:0 i 0:2 1 11.08 1998 1:0 Vagner 23, 2:0 Kozel 55, 3:0 Skala 72, 4:0 Vagner 90 2 25.08 1998 0:1 Babnic 12, 0:2 Ovad 52 |
| FC Zürich – Szachtar Donieck 4:0 i 2:3 1 13.08 1998 1:0 Sant’Anna 1, 2:0 P. Dżordżevic 61, 3:0 Chassot 71, 4:0 Tan-one 88 2 27.08 1998 1:0 Bartlett 16, 1:1 Orbu 24, 2:1 Bartlett 26, 2:2 Orbu 69, 2:3 Sztolcers 90 |
| SK Brann – Žalgiris Wilno 1:0 i 0:0 1 11.08 1998 1:0 Kvisvik 75 2 25.08 1998 |
| Wisła Kraków – Trabzonspor 5:1 i 2:1 1 11.08 1998 1:0 Dubicki 3, 2:0 Kulawik 33, 2:1 Vugrinec 66, 3:1 Kulawik 71, 4:1 Kulawik 80, 5:1 B. Zając 89 2 25.08 1998 1:0 Sunday 52, 2:0 Kulawik 62, 2:1 Huseyin 68 |
| Vejle BK – Oțelul Gałacz 3:0 i 3:0 1 11.08 1998 1:0 Wael 31, 2:0 Wael 41, 3:0 Söggard 62 2 25.08 1998 1:0 Jung 21, 2:0 Graulund 35, 3:0 Wael 53 według losowania pierwszy mecz miał się odbyć na stadionie klubu Oțelul |
| Hapoel Tel Awiw – Strømsgodset IF 1:0 i 0:1 (dog), karne 2:4 1 11.08 1998 1:0 Tubi 75 2 25.08 1998 0:1 Michelsen 42 |
| NK Osijek – RSC Anderlecht 3:1 i 0:2 1 11.08 1998 1:0 Krpan 29, 2:0 Prsić 54, 2:1 Claeys 80, 3:1 Vranjes 81 2 25.08 1998 0:1 Aarst 4, 0:2 Stolca 85 |
| Omonia Nikozja – Rapid Wiedeń 3:1 i 0:2 1 11.08 1998 0:1 Wagner 23, 1:1 Raunmann 42, 2:1 Malekos 46, 3:1 Raunmann 57 2 25.08 1998 0:1 Herat 9, 0:2 Wagner 70 |
| VPS Vaasa – Grazer AK 0:0 i 0:3 1 11.08 1998 2 25.08 1998 0:1 L. Luhovy 51, 0:2 Grimm 54, 0:3 Drechsler 90 |
| Polonia Warszawa – Dinamo Moskwa 0:1 i 0:1 1 11.08 1998 0:1 Gusiew 54 2 25.08 1998 0:1 Tereczin 89 |
| Hajduk Split – Malmö FF 1:1 i 2:1 1 11.08 1998 1:0 Brajkovic 44, 1:1 Bjamasson 72 2 25.08 1998 1:0 Vucko 41, 2:0 Vucko 55, 2:1 Ohlsson 90 |
| Sigma Ołomuniec – Kilmarnock F.C. 2:0 i 2:0 1 11.08 1998 1:0 Krohmer 27, 2:0 Koenig 79 2 25.08 1998 1:0 Heinz 13, 2:0 Mucha 19 według losowania pierwszy mecz miał się odbyć na stadionie klubu Kilmarnock |
| Austria Salzburg – Valencia CF 0:2 i 1:2 finał pucharu Intertoto |
| Werder Brema – FK Vojvodina 1:0 i 1:1 finał pucharu Intertoto |
| Bologna FC – Ruch Chorzów 1:0 i 2:0 finał pucharu Intertoto |
| Wolny los: Udinese Calcio, AS Roma, AC Fiorentina, AC Parma, Bayer 04 Leverkusen, VfB Stuttgart, FC Schalke 04, Real Sociedad, Atlético Madryt, Celta Vigo, Real Betis, AS Monaco, Olympique Marsylia, Girondins Bordeaux, Olympique Lyon, SBV Vitesse, Feyenoord, Willem II Tilburg, Liverpool F.C., Leeds United, Blackburn Rovers, Aston Villa, Vitória SC, Sporting CP, CS Marítimo |

## I runda
| Sparta Praga – Real Sociedad 2:4 i 0:1 1 15.09 1998 0:1 D. Kovacevic 8, 1:1 Čižek 31, 2:1 Lokvenc 40, 2:2 Aldeondo 48, 2:3 D. Kovacevic 58, 2:4 de Pedro 82 2 22.09 1998 0:1 D. Kovacevic 52 |
| Fenerbahçe SK – AC Parma 1:0 i 1:3 1 15.09 1998 1:0 Moldovan 23 2 22.09 1998 0:1 Saffet 23s, 0:2 Crespo 45, 1:2 Baljić 59, 1:3 Boghossian 73 |
| Blackburn Rovers – Olympique Lyon 0:1 i 2:2 1 15.09 1998 0:1 J. Bąk 86 2 22.09 1998 0:1 Caveglia 3, 1:1 S. Ferez 26, 1:2 Grassi 36k, 2:2 Flitaroft 56 |
| Dinamo Moskwa – Skonto FC 2:2 i 3:2 1 15.09 1998 1:0 Gołowskoj 2, 1:1 Micholaps 39, 1:2 Pachars 49, 2:2 Ostrowski 69 2 22.09 1998 1:0 Gusiew 7, 2:0 Gołowskoj 60, 2:1 Pachars 75, 3:1 Tereczin 78, 3:2 Pachars 89                                                                                   |
| Vitória SC – Celtic F.C. 1:2 i 1:2 1 15.09 1998 0:1 H. Larsson 1, 0:2 Donnelly 72, 1:2 Geraldo 90 2 22.09 1998 0:1 Stubbs 38, 1:1 Söderström 87, 1:2 H. Larsson 90 |
| VfB Stuttgart – Feyenoord 1:3 i 3:0 1 15.09 1998 0:1 van Gastel 19, 0:2 Tomasson 21, 1:2 Bobić 31, 1:3 Tomasson 32 2 22.09 1998 1:0 Bałakow 35, 2:0 K. Dżordżević 70, 3:0 Bobić 90 |
| Argeș Pitești – Celta Vigo 0:1 i 0:7 1 15.09 1998 0:1 J. Sanchez 25 2 22.09 1998 0:1 L. Penew 6, 0:2 L. Penew 13, 0:3 Mazinho 16, 0:4 L. Penew 26, 0:5 J. Sanchez 82, 0:6 Alberto 87, 0:7 Alberto 90                                                                                                |
| Silkeborg IF – AS Roma 0:2 i 0:1 1 15.09 1998 0:1 Toni 62, 0:2 Alejniczew 70 2 22.09 1998 0:1 Delvecchio 53 |
| ŁKS Łódź – AS Monaco 1:3 i 0:0 1 15.09 1998 1:0 Matys 10, 1:1 Bendkowski 59s, 1:2 Trezeguet 69k, 1:3 Špehar 84 2 22.09 1998 |
| Liteks Łowecz – Grazer AK 1:1 i 0:2 1 15.09 1998 0:1 Lipa 56, 1:1 Stoiłow 60 (mecz w Burgasie na stadionie klubu Neftochimik Burgas) 2 22.09 1998 0:1 Golombek 8, Akwuegbu 82 |
| RSC Anderlecht – Grasshopper Club Zürich 0:2 i 0:0 1 16.09 1998 0:1 Comisetti 52, 0:2 Tikva 56 2 29.09 1998 |
| AC Fiorentina – Hajduk Split 2:1 i 0:0 1 15.09 1998 0:1 Vucko 45, 1:1 Edmundo 51, 2:1 Edmundo 82 (mecz w Bari na Stadio San Nicola) 2 22.09 1998 |
| Aston Villa – Strømsgodset IF 3:2 i 3:0 1 15.09 1998 0:1 Michelsen 21, 0:2 George 23, 1:2 Charles 83, 2:2 Vassell 89, 3:2 Vassell 90 2 22.09 1998 1:0 Collymore 10, 2:0 Collymore 23, 3:0 Collymore 64                                                                                              |
| FC Schalke 04 – Slavia Praga 1:0 i 0:1 (dog), karne 4:5 1 15.09 1998 1:0 Wilmots 40 2 22.09 1998 0:1 Dostalek 18 |
| Servette FC – CSKA Sofia 2:1 i 0:1 1 15.09 1998 0:1 Stanczew 45, 1:1 Pizzinat 84, 2:1 Melunovic 89 2 22.09 1998 0:1 Stanczew 10 |
| FK Crvena zvezda – FC Metz 2:1 i 1:2 (dog), karne 4:3 1 15.09 1998 1:0 Ognjenović 3, 2:0 Drulić 12, 2:1 Rodriguez 90 2 22.09 1998 1:0 Marinović 18, 1:1 Kastendeuch 38, 1:2 Meyrieu 68k |
| 1. FC Košice – Liverpool F.C. 0:3 i 0:5 1 15.09 1998 0:1 Berger 18, 0:2 Riedle 23, 0:3 Owen 59 2 22.09 1998 0:1 Redknapp 23, 0:2 Ince 52, 0:3 Fowler 53, 0:4 Redknapp 55, 0:5 Fowler 90 |
| Sporting CP – Bologna FC 0:2 i 1:2 1 15.09 1998 0:1 Nervo 16, 0:2 E. Conceiçâo 90 2 22.09 1998 1:0 Leandro 65, 1:1 Nervo 78, 1:2 Signori 90k |
| Maribor Branik – Wisła Kraków 0:2 i 0:3 1 15.09 1998 0:1 Frankowski 22, 0:2 Pater 45 2 22.09 1998 0:1 M. Zając 85, 0:2 Kulawik 90, 0:3 M. Zając 90 |
| Vejle BK – Real Betis 1:0 i 0:5 1 15.09 1998 1:0 Graulund 86 (mecz w Odense na stadionie klubu Odense Boldklub) 2 22.09 1998 0:1 J. Pérez 1, 0:2 J. Pérez 20, 0:3 Finidi 71, 0:4 Galvez 74, 0:5 J. Pérez 90                                                                                         |
| Girondins Bordeaux – Rapid Wiedeń 1:1 i 2:1 1 15.09 1998 1:0 Hatz 23s, 1:1 Freund 65 2 22.09 1998 1:0 Alicarte 28, 1:1 R. Wagner 42, 2:1 Diabate 87 |
| Atlético Madryt – Obilić Belgrad 2:0 i 1:0 1 15.09 1998 1:0 Juninho 15, 2:0 José Mari 53 2 22.09 1998 1:0 Kiko 55 |
| Beitar Jerozolima – Rangers 1:1 i 2:4 1 15.09 1998 1:0 Abuksis 16k, 1:1 Albertz 85 2 01.10 1998 0:1 Gattuso 1, 0:2 Pomni 25, 1:2 Sallói 33, 1:3 J. Johansson 60, 1:4 Wallace 64, 2:4 Ghana 80k |
| Leeds United – CS Marítimo 1:0 i 0:1 (dog), karne 4:1 1 15.09 1998 1:0 Hasselbaink 84 2 22.09 1998 0:1 Jõrge Soares 45 |
| Udinese Calcio – Bayer 04 Leverkusen 1:1 i 0:1 1 15.09 1998 0:1 Kirsten 10, 1:1 Walem 82 2 22.09 1998 0:1 Beinlich 77 |
| Steaua Bukareszt – Valencia CF 3:4 i 0:3 1 15.09 1998 0:1 Linear 30, 1:1 A. Ille 11, 1:2 A. Ille 24, 2:2 Rosu 60, 2:3 Angulo 78, 3:3 Dumitrescu 84, 3:4 Angulo 86 2 22.09 1998 0:1 Roche 52, 0:2 C. López 56, 0:3 Lucarelli 89                                                                      |
| Willem II Tilburg – Dinamo Tbilisi 3:0 i 3:0 1 15.09 1998 1:0 Ramzy 74, 2:0 Arts 80, 3:0 Schenning 86 2 22.09 1998 1:0 Valk 19, 2:0 Ceesay 81, 3:0 Ramzy 89 |
| FC Zürich – Anorthosis Famagusta 4:0 i 3:2 1 15.09 1998 1:0 Nixon 35, 2:0 Hodel 58, 3:0 Bartlett 69, 4:0 Chassot 81 2 22.09 1998 1:0 Sant’Anna 12, 2:0 Bartlett 38, 2:1 Fischer 45s, 3:1 Bartlett 62, 3:2 Krcmarevic 73 według losowania pierwszy mecz miał się odbyć na stadionie klubu Anorthosis |
| Újpest – Club Brugge 0:5 i 2:2 1 15.09 1998 0:1 Jankauskas 12, 0:2 Dić 26, 0:3 Vermant 42, 0:4 Anie 50, 0:5 Ekakia 90 (mecz w Budapeszcie na stadionie Hungária należącym do klubu MTK Budapeszt) 2 22.09 1998 0:1 Borkelmans 32, 1:1 Kopunovic 49, 1:2 Vermant 70, 2:2 Szanyo 90k                  |
| SBV Vitesse – AEK Ateny 3:0 i 3:3 1 15.09 1998 1:0 Laros 50, 2:0 Perovic 53, 3:0 Machlas 90 2 22.09 1998 1:0 Machlas 11, 1:1 Nikolaidis 14, 2:1 Machlas 17, 3:1 Reuser 51, 3:2 Nikolaidis 76, 3:3 Kopitsis 68                                                                                       |
| SK Brann – Werder Brema 2:0 i 0:4 (dog) 1 15.09 1998 1:0 Moen 29, 2:0 Loewik 48 2 22.09 1998 0:1 Wicky 33, 0:2 Wiedener 70, 0:3 Maksimov 101, 0:4 H. Flo 110 według losowania pierwszy mecz miał się odbyć na stadionie klubu Werder                                                                |
| Sigma Ołomuniec – Olympique Marsylia 2:2 i 0:4 1 15.09 1998 0:1 Ravanelli 29, 1:1 Heinz 35, 2:1 Heinz 41, 2:2 Roy 83 2 22.09 1998 0:1 Dugarry 19, 0:2 Pires 23, 0:3 Dugarry 76, 0:4 Pires 86 według losowania pierwszy mecz miał się odbyć na stadionie klubu Olympique                             |

## II runda
| Dinamo Moskwa – Real Sociedad 2:3 i 0:3 1 20.10 1998 0:1 D. Kovacevic 3, 0:2 D. Kovacevic 11, 0:3 de Pedro 34k, 1"3 Niekrasow 72, 2:3 Niekrasow 73 2 03.11 1998 0:1 D. Kovacevic 55, 0:2 de Paula 69, 0:3 D. Kovacevic 75 |
| AS Roma – Leeds United 1:0 i 0:0 1 20.10 1998 1:0 Delvecchio 17 2 03.11 1998 |
| Liverpool F.C. – Valencia CF 0:0 i 2:2 1 20.10 1998 2 03.11 1998 0:1 C. López 45, 1:1 McManaman 80, 1:2 Berger 85, 2:2 C. López 90 |
| Celta Vigo – Aston Villa 0:1 i 3:1 1 20.10 1998 0:1 Joachim 15 2 03.11 1998 1:0 Sanchez Moreno 26, 1:1 Collymore 30k, 2:1 Mostowoj 34, 3:1 Penew 48 |
| Bayer 04 Leverkusen – Rangers 1:2 i 1:1 1 20.10 1998 0:1 van Bronckhorst 45, 0:2 J. Johansson 64, 1:2 Reichenberger 90 2 03.11 1998 0:1 J. Johansson 56, 1:1 Kirsten 78 |
| Celtic F.C. – FC Zürich 1:1 i 2:4 1 20.10 1998 1:0 Brattbakk 23, 1:1 Fischer 78 2 03.11 1998 0:1 Del Signore 51, 1:1 O’Donnell 53, 1:2 Chassot 55, 1:3 Bartlett 61, 2:3 H. Larsson 72, 2:4 Sant’Anna 75 |
| VfB Stuttgart – Club Brugge 1:1 i 2:3 (dog) 1 20.10 1998 1:0 Akpoborie 8, 1:1 Vennant 70 2 03.11 1998 0:1 de Cock 60, 1:1 Verlaat 76, 1:2 Claessens 105, 2:2 Bobić 109, 2:3 Ilić 115 według losowania pierwszy mecz miał się odbyć na stadionie klubu Club Brugge                                                                        |
| Werder Brema – Olympique Marsylia 1:1 i 2:3 1 20.10 1998 0:1 Maurice 67, 1:1 A. Herzog 69 2 03.11 1998 0:1 Maurice 36, 1:1 Eilts 48, 1:2 Issa 52, 1:3 Dugarry 77, 2:3 A. Herzog 82 |
| SBV Vitesse – Girondins Bordeaux 0:1 i 1:2 1 20.10 1998 0:1 Wiltord 44 2 03.11 1998 1:0 Jochemsen 8, 1:1 Micoud 8, 1:2 Wiltord 85 |
| Grasshopper Club Zürich – AC Fiorentina 0:2 i 3:0vo 1 20.10 1998 0:1 Batistuta 28, 0:2 Robbiati 48 2 03.11 1998 0:1 Oliveira 12, 1:1 Gren 31, 1:2 Oliveira 39 drugi mecz w Salerno na Stadio Arechi został przerwany w połowie z powodu ranienia urzędnika UEFA racą świetlną – po meczu przyznano walkower 3:0 dla drużyny Grasshoppers |
| FK Crvena zvezda – Olympique Lyon 1:2 i 2:3 1 20.10 1998 1:0 Škorić 65k, 1:1 Grassi 66, 1:2 Kanoute 85 (mecz w Bukareszcie na stadionie klubu Național Bukareszt) 2 03.11 1998 0:1 Caveglia 17, 1:1 Bunjevčević 37, 1:2 Cocard 40, 1:3 Caveglia 42, 2:3 Ognjenović 90                                                                    |
| Bologna FC – Slavia Praga 2:1 i 2:0 1 20.10 1998 1:0 Signori 51, 1:1 Dostalek 67, 2:1 Ingesson 84 2 03.11 1998 1:0 Signori 80, 2:0 Cappiolli 85 |
| Wisła Kraków – AC Parma 1:1 i 1:2 1 20.10 1998 0:1 Chiesa 2, 1:1 Kulawik 68 2 03.11 1998 0:1 Fiore 21, 0:2 B. Zając 47s, 1:2 B. Zając 90 |
| Grazer AK – AS Monaco 3:3 i 0:4 1 20.10 1998 0:1 Špehar 18, 1:1 Akwuegbu 26, 2:1 Akwuegbu 57, 2:2 Špehar 60, 2:3 Giuly 78, 3:3 Ehmarm 90 2 03.11 1998 0:1 Gava 9, 0:2 Špehar 16, 0:3 Diawara 55, 0:4 Gava 66 według losowania pierwszy mecz miał się odbyć na stadionie klubu AS Monaco                                                  |
| Willem II Tilburg – Real Betis 1:1 i 0:3 1 20.10 1998 0:1 Alexis 85, 1:1 Bombarda 86 2 03.11 1998 0:1 Finidi 29, 0:2 Benjamin 56, 0:3 F. Sanchez 89 |
| CSKA Sofia – Atlético Madryt 2:4 i 0:1 1 20.10 1998 0:1 Torrisi 43, 0:2 Kiko 44, 1:2 Genczew 53, 1:3 Roberto Fresnedoso 62, 2:3 Najdenow 88, 2:4 Kiko 90 2 03.11 1998 0:1 Juninho 45k |

## III runda
| AS Roma – FC Zürich 1:0 i 2:2 1 24.11 1998 1:0 Toni 90k 2 08.12 1998 1:0 Delvecchio 14, 1:1 Bartlett 60, 1:2 Bartlett 79, 2:2 Toni 90 według losowania pierwszy mecz miał się odbyć na stadionie klubu FC Zürich              |
| AS Monaco – Olympique Marsylia 2:2 i 0:1 1 24.11 1998 0:1 Pires 10, 1:1 Trezeguet 17k, 1:2 Camara 39, 2:2 Giuly 56 2 08.12 1998 0:1 Camara 71                                                                                 |
| Grasshopper Club Zürich – Girondins Bordeaux 3:3 i 0:0 1 24.11 1998 0:1 Wiltord 5, 0:2 Micoud 19, 1:2 Kawelaszwili 20, 2:2 Türkyilmaz 32, 3:2 Comisetti 53, 3:3 Wiltord 73 2 08.12 1998                                       |
| Real Sociedad – Atlético Madryt 2:1 i 1:4 (dog) 1 24.11 1998 0:1 Juninho 3, 1:1 D. Kovacevic 45, 2:1 Roberto Fresnedoso 85s 2 08.12 1998 0:1 Jugovic 16, 0:2 Jugovic 45k, 1:2 Javier Garcia 51, 1:3 Sann 96, 1:4 José Mari 98 |
| Olympique Lyon – Club Brugge 1:0 i 4:3 1 24.11 1998 1:0 J. Bąk 45 2 08.12 1998 1:0 Caveglia 16, 2:0 Caveglia 55, 2:1 de Brul 63, 2:2 de Cock 69, 3:2 Caveglia 72, 3:3 Anić 73, 4:3 Dhorasoo 76                                |
| Rangers – AC Parma 1:1 i 1:3 1 24.11 1998 1:0 Balbo 51, 1:1 Wallace 68 2 08.12 1998 1:0 Albertz 29, 1:1 Balbo 47, 1:2 Fiore 63, 1:3 Chiesa 67k                                                                                |
| Celta Vigo – Liverpool F.C. 3:1 i 1:0 1 24.11 1998 0:1 Owen 35, 1:1 Mostowoj 49, 2:1 Karpin 56, 3:1 Gudelj 90 2 08.12 1998 1:0 Revivo 57                                                                                      |
| Bologna FC – Real Betis 4:1 i 0:1 1 24.11 1998 1:0 Fontolan 25, 2:0 Koływanow 53, 3:0 Eriberto 59, 3:1 B. Zarandona 62, 4:1 Fontolan 74 2 08.12 1998 0:1 Oli 3                                                                |

## 1/4 finału
| Olympique Marsylia – Celta Vigo 2:1 i 0:0 1 02.03 1999 1:0 Maurice 33, 1:1 Mostowoj 64, 2:1 Maurice 68 2 16.03 1999                                                                                    |
| Bologna FC – Olympique Lyon 3:0 i 0:2 1 02.03 1999 1:0 Signori 5, 2:0 Signori 49, 3:0 Binotto 54 2 16.03 1999 0:1 Caveglia 16, 0:2 Job 39                                                              |
| Girondins Bordeaux – AC Parma 2:1 i 0:6 1 02.03 1999 1:0 Micoud 40, 2:0 Wiltord 44, 2:1 Crespo 85 2 16.03 1999 0:1 Crespo 37, 0:2 Chiesa 43, 0:3 Veron 48, 0:4 Chiesa 59, 0:5 Crespo 66, 0:6 Balbo 89k |
| Atlético Madryt – AS Roma 2:1 i 2:1 1 02.03 1999 1:0 José Mari 13, 2:0 Roberto Fresnedoso 46, 2:1 Di Biagio 74 2 16.03 1999 0:1 Delvecchio 32, 1:1 Aguilera 59, 2:1 Roberto Fresnedoso 89              |

## 1/2 finału
| Olympique Marsylia – Bologna FC 0:0 i 1:1 1 06.04 1999 2 20.04 1999 0:1 Paramatti 80, 1:1 Blanc 88k                                                                                |
| Atlético Madryt – AC Parma 1:3 i 1:2 1 06.04 1999 0:1 Chiesa 13, 1:1 Juninho 21k, 1:2 Chiesa 40, 1:3 Crespo 61 2 20.04 1999 0:1 Balbo 35, 1:1 Roberto Fresnedoso 64, 1:2 Chiesa 82 |

## Finał
| 12 maja 1999 | AC Parma · Hernán Crespo 26' · Paolo Vanoli 36' · Enrico Chiesa 55' | 3:02:0 | Olympique Marsylia | Łużniki, Moskwa Widzów: 61, 000 Sędzia: Hugh Dallas |
|              |                                                                     |        |                    |                                                     |